# Дорогино (Новосибирская область)
Дорогино — посёлок городского типа в Черепановском районе Новосибирской области России.
Входит в состав муниципального образования Черепановского района Новосибирской области.

## География
Дорогино расположено в 90 километрах к югу от Новосибирска, в 19 километрах к северу от районного центра — города Черепаново.

## История
В 1924 г. при реконструкции железнодорожных путей на участке от Новосибирска до Барнаула был сделан разъезд Дорогино (№ 8).
В 1942 г. в Дорогино начали строить завод для производства мин. Из-за медленного строительства, и приближавшегося конца войны, завод перенацелили на производство канализационных труб - используя местные месторождения глины; в 1948 г. начато производство.
В 1953 г. принято решение строить завод керамических изделий, но при образовании совнархозов его строительство замедлилось. В 1965 г. возобновилось, и в 1968 г. начала действовать первая очередь цеха. Изготавливали изделия санстройфаянса, керамическую плитку.
В 1980 г. начал работать завод по производству стройматериалов, использовавший местную кирпичную глину. Изготавливался керамический кирпич.
Статус посёлка городского типа — с 1969 года.
С 1989 г. в посёлке с населением менее 4 тыс. жителей - работает детский дом.

## Население
| 1970  | 1979  | 1989  | 2002  | 2007  | 2009  | 2010  |
| ----- | ----- | ----- | ----- | ----- | ----- | ----- |
| 2725  | ↗3488 | ↗4132 | ↘3811 | ↗4255 | ↘4120 | ↘3829 |
| 2012  | 2013  | 2014  | 2015  | 2016  | 2017  | 2018  |
| ↗3852 | ↘3838 | ↘3817 | ↗3833 | ↗3876 | ↘3834 | ↘3802 |
| 2019  | 2020  | 2020  | 2021  |       |       |       |
| ↘3738 | ↘3690 | →3690 | ↗4163 |       |       |       |

По данным Всероссийской переписи населения в 2010 году в Дорогино проживало 3829 жителей, из них 1749 мужчин (46 %), 2080 женщин (54 %).

## Экономика
- ООО «Технопарк Дорогино»
- ОАО «Новосибирский завод керамизделий».
- ЗАО «Дорогинский кирпич» — производство строительного кирпича.
- Дорогинский цех огнеупорных материалов производственного предприятия ЗАО «Второгнеупорматериалы».

## Транспорт
В Дорогино имеется станция на железной дороге Новосибирск — Барнаул. Расстояние до автомагистрали М52 (Новосибирск — Барнаул) — 4 километра.

## Образование
МДОУ ДС «Солнышко» ул. Светлая, 22
МБУДО «Дорогинская детская школа искусств», ул. Светлая, 21
МОУ «Дорогинский детский дом», ул. Светлая, 23
МОУ «Дорогинская СОШ», ул. Светлая, 21